# Dmitri Sychov
Dmitri Yevguénievich Sychov (en ruso: Дмитрий Евгеньевич Сычёв; Omsk, Unión Soviética, 26 de octubre de 1983) es un exfutbolista ruso que jugaba como delantero y fue profesional entre 2000 y 2019.
El 10 de diciembre de 2019 anunció su retirada como futbolista tras militar los últimos meses de su carrera en el FC Pyunik.

## Trayectoria

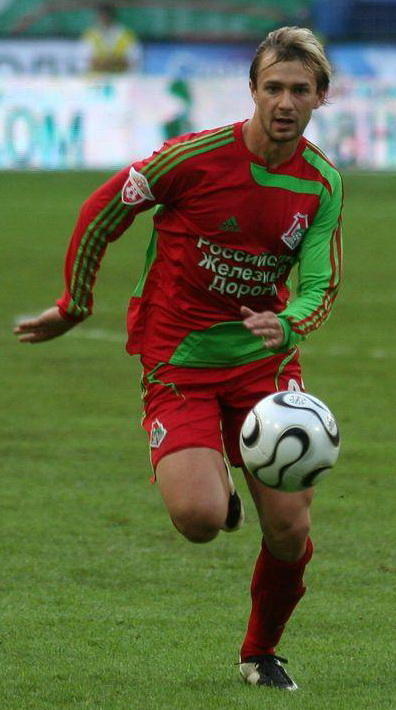
Sychov durante un partido del Lokomotiv en 2007.

Sychov ha sido apodado por la prensa como el "Michael Owen de Rusia" por su pasividad y "por ser el joven ruso más sensacional desde Vladímir Beschástnyj". Usualmente juega como delantero pero también lo hace como defensa y mediocampista. Su ritmo, agilidad y capacidad para finiquitar bien desde todos los ángulos, lo hacen uno los jugadores más peligrosos del equipo ruso.
Sychov nació en Omsk, una ciudad del centro-sur de Rusia, cerca de Kazajistán. Pasó sus primeros años de formación en la famosa academia de fútbol Smena de San Petersburgo, antes de incorporarse al FC Spartak Tambov, un club de segunda división.
Después de haberse probado en los clubes FC Nantes y FC Metz, fue adquirido por el FC Spartak Moscú en enero de 2002, donde anotó ocho goles en sus primeros 12 partidos
En agosto de 2002 Sychov anunció que se iría al Spartak, dando aviso a sus empleadores con tres meses de anticipación. Después de haber firmado un contrato por cinco años con el club ruso, la "Russian Professional Football League" (RPFL) le prohibió jugar por cuatro meses. Después de terminar esta suspensión, Sychov firmó un contrato de cinco años con el Olympique de Marsella, rechazando una oferta de FC Dinamo de Kiev. Principalmente, fue un suplente durante sus días en Francia.
En enero de 2004 Sychov regresó a Rusia para jugar por el Lokomotiv Moscow por cuatro años, donde anotó dos veces en el día de inicio de la temporada. Fue aclamado como Futbolista Ruso del Año, premio en su primera temporada en la Liga Premier de Rusia.

## Selección nacional
Sychov fue seleccionado para jugar con la selección rusa en la Copa Mundial de Fútbol de 2002, en donde se convirtió en el jugador más joven en jugar con el equipo con 18 años y 222 días. En el evento, anotó un gol y creó otros tres en una decepcionante campaña de Rusia.

### Participaciones en Copas del Mundo
| Mundial                        | Sede                  | Resultado    |
| ------------------------------ | --------------------- | ------------ |
| Copa Mundial de Fútbol de 2002 | Corea del Sur y Japón | Primera fase |

## Clubes
| Club                              | País        | Año       |
| --------------------------------- | ----------- | --------- |
| Spartak Tambov                    | Rusia       | 2000-2002 |
| Spartak Moscú                     | Rusia       | 2002      |
| Olympique de Marsella             | Francia     | 2002-2004 |
| Lokomotiv Moscú                   | Rusia       | 2004-2015 |
| FK Dinamo Minsk (cedido)          | Bielorrusia | 2013      |
| FC Volga Nizhni Nóvgorod (cedido) | Rusia       | 2013-2014 |
| FC Okzhetpes Kokshetau (cedido)   | Kazajistán  | 2015      |
| FC Lokomotiv-2 Moscú              | Rusia       | 2017-2018 |
| FC Pyunik                         | Armenia     | 2019      |

## Palmarés

### Distinciones individuales
| Distinción                  | Año  |
| --------------------------- | ---- |
| Futbolista del año en Rusia | 2004 |

## Vida privada
Además del fútbol, Sychev es fanático del hockey en hielo y del equipo de su ciudad natal Avangard Omsk. También le gusta el tenis y billar. Fuera de lo deportivo, toca la guitarra y estuvo rapeando en la ceremonia de los MTV Russia Music Awards en Moscú con su compañero de equipo Diniyar Bilyaletdinov.
Además de su ruso nativo, Sychev habla inglés y francés.
En 2007 Sychev recibió un título de la Russian State University Of Physical culture.